# Hallucinationer (film fra 1908)
Hallucinationer er en fransk stumfilm fra 1908 af Georges Méliès.